# Ameropterus trivialis
Ameropterus trivialis is een insect uit de familie van de vlinderhaften (Ascalaphidae), die tot de orde netvleugeligen (Neuroptera) behoort. 
Ameropterus trivialis is voor het eerst wetenschappelijk beschreven door Gerstäcker in 1888.